# 莉娜·克拉斯诺鲁茨卡娅
莉娜·克拉斯诺鲁茨卡娅（Lina Krasnoroutskaya，1984年4月29日—），俄羅斯職業網球女運動員（2003年—），曾是青少女組單打世界第一，不過因為受傷的關係，使她的職業生涯遭受打擊而提早退出網壇。
克拉斯诺鲁斯卡娅在2001年法國網球公開賽開始嶄露頭角，打進生涯大滿貫最佳成績八強，也在同年溫布頓網球錦標賽打進第四輪，年終世界排名第34。她在2002年參加了由香港網球贊助人協會舉辦的香港女子網球挑戰賽2002贏得雙打冠軍後，在澳大利亞網球公開賽卻嚴重受傷；她的傷勢沒有得到有效復原，直到2003年2月回升了她的世界排名（到25）之後，贏得了莫妮卡·莎莉絲，葉連娜·鮑文娜，娜佳·彼得罗娃，然後2003年世界第一金·克莱斯特尔斯。
但是肩傷在2003年年底，她在2004年肝臟出現狀況，其次是胃的問題。在2005年開始後，她曾考慮（2005年3月），是否繼續在職業巡迴賽。 2005年6月，她宣布，她將返回，她在2005年11月她產下的第一個孩子後，她宣佈退役。

## 外部連結
- 莉娜·克拉斯诺鲁茨卡娅的国际女子网球协会官方資料（英文）
- 莉娜·克拉斯诺鲁茨卡娅的國際網球總會 職業／青少年 官方資料（英文）
- Fed Cup - Player profile - Lina KRASNOROUTSKAYA (RUS) （页面存档备份，存于）